# Slaget vid Hochkirch
Slaget vid Hochkirch tio kilometer öster om Bautzen i Sachsen var ett fältslag den 14 oktober 1758 under sjuårskriget där den österrikiska armén på 65.000 man under fältmarskalk Leopold von Daun tillfogade den  omkring 42.000 man starka preussiska armén under Fredrik II ett nederlag.
Daun anföll tidigt på morgonen den i en ofördelaktig ställning stående preussiska armén under Fredrik II:s eget befäl och drev preussarna tillbaka. Dessa tillfogades ett nederlag, som skulle blivit än större, om Fredrik inte hade genomfört ett välordnat återtåg och Daun inte underlåtit att förfölja dem. Preussarna förlorade i slaget 9.000 man och 101 kanoner jämte fanor och tross.